# Mutavaquil
Mutavaquil Ala Alá Jafar ibne Almotácime (em árabe: المتوكل على الله جعفر بن المعتصم; romaniz.: Al-Mutawakkil ʻAlā Allāh Jaʻfar ibn al-Muʻtasim), melhor conhecido somente como Mutavaquil, foi o califa abássida que reinou em Samarra entre 847 e 861. Ele ascendeu ao trono depois da morte do seu irmão Aluatique e é conhecido por ter finalmente encerrado a mihna, a tentativa inquisitória de seus predecessores de impor a doutrina mutazilita por todo o Islã.

## Biografia

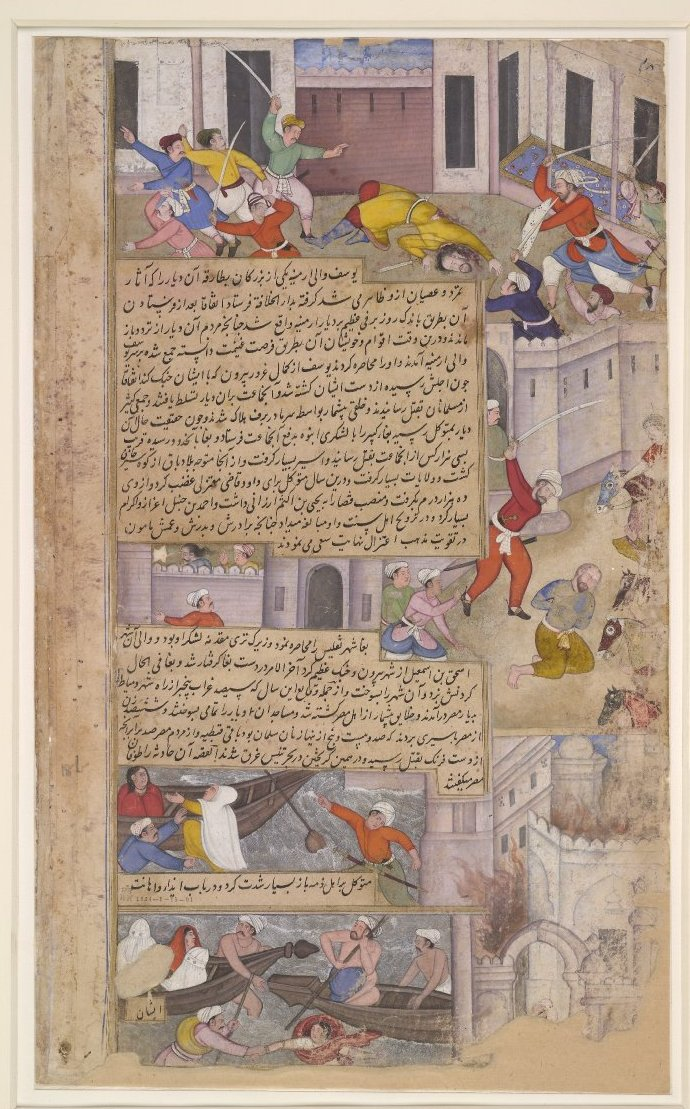
Destruição do santuário de Huceine ibne Ali, ordenada por Mutavaquil para interromper a peregrinação xiita em Carbela

Quando Aluatique era o califa, o vizir ibne Abedal Maleque tratava com desdém al-Mutavaquil. Em 22 de setembro de 847, com a ascensão do novo califa, o vizir foi preso, torturado e morto. Suas propriedades foram confiscadas e todos os que haviam maltratado Mutavaquil foram punidos. Em 849, o novo califa ordenou que o comandante Itaque fosse preso em Bagdá. Ele foi preso e morreu de sede em 21 de dezembro. 
Dois anos depois, os armênios se levantaram em revolta, derrotando e matando o governador abássida da região. Mutavaquil enviou o general Buga, o Velho para sufocar a revolta, o que ele fez com muito sucesso. Em 853, Buga atacou e incendiou Tíflis, capturando o líder da revolta, Ixaque ibne Ismail, executando-o em seguida. Neste mesmo ano, os bizantinos atacaram e saquearam Damieta.
Em 854, o chefe da polícia de Homs assassinou uma importante personalidade local e acabou expulso da cidade. O califa indicou um novo chefe que, porém, acabou provocando também a revolta da população local. Mutavaquil reprimiu severamente a população local e, como os cristãos estavam entre os rebelados, acabaram sendo expulsos da cidade. No mesmo ano, os bujás, um povo de ascendência africana que habitava o Alto Egito que pagava tributos ao califa para poderem minerar ouro em suas terras. Eles deixaram de pagar o tributo, expulsaram os muçulmanos da região e passaram a aterrorizar a população local. Mutavaquil enviou Alcumi para restaurar a ordem. O general se dirigiu para a inóspita região com sete navios cheios de suprimentos, retomou as minas e derrotou o rei dos bujás. Os tributos voltaram a fluir para Bagdá novamente.
Em 23 de fevereiro de 856, Mutavaquil trocou prisioneiros com o Império Bizantino. Uma segunda troca ocorreria quatro anos depois. Assim como seus antecessores, Mutavaquil continuava a depender de funcionários e soldados turcos (os gulans) para sufocar revoltas e para lutar contra seus inimigos, principalmente os bizantinos. Seu vizir, Alfaite ibne Cacane, era turco e tinha grande prestígio na época. Esta dependência terminaria por se voltar contra ele quando ele mandou assassinar um comandante turco. Este ato e suas atitudes extremas com os xiitas fizeram com que sua popularidade declinasse rapidamente. Finalmente, Mutavaquil foi assassinado por um soldado turco em 11 de dezembro de 861. Alguns acadêmicos especularam que a morte do califa era parte de um plano articulado por seu filho, Almontacir, que já não tinha boas relações com o pai. Ele temia que Mutavaquil fosse atacá-lo e atacou primeiro.
A morte de Mutavaquil iniciou um período de nove anos de revoltas conhecido como "anarquia em Samarra".

## Tratamento dispensado ao "povo do livro"
Em 850, Mutavaquil decretou que os dhimmis (os cristãos e judeus, chamados de "Povos do Livro") deveriam vestir roupas que os distinguissem dos muçulmanos, que seus locais de culto fossem destruídos e que as imagens ou estátuas "demônicas" fossem pregadas nas portas. Além disso, eles foram expulso do governo e de quaisquer assuntos oficiais.
Ele também ordenou que o antigo e sagrado cipreste dos zoroastrianos, o Cipreste de Cachmar, fosse derrubado para que sua madeira pudesse ser utilizada em seu novo palácio. A ordem provocou enormes protestos da comunidade zoroastrista, pois eles acreditavam que o cipreste havia sido trazido do paraíso para a terra por Zoroastro e já tinha mais de 1 400 anos de idade na época.

## Realizações
Mutavaquil não era como seu irmão e seu pai, não tendo a mesma dedicação pelo conhecimento, mas compensava com um ardente desejo de construir obras majestosas. O reinado de Mutavaquil é lembrado por suas muitas reformas e é visto como sendo a era de ouro dos abássidas. Ele seria o último grande califa da dinastia e a sua morte iniciou o lento declínio do Califado Abássida.

### Grande Mesquita de Samarra e o canal no Tigre
A Grande Mesquita de Samarra era, na época, a maior mesquita do mundo e tinha um minarete espiral com 55 metros de altura, 17 corredores e mosaicos de vidro azul-escuro cobrindo as paredes. A Grande Mesquita era apenas parte da expansão de Samarra para o leste patrocinada pelo califa. Até vinte palácios (os números variam conforme a fonte) foram construídos no espaço que era ocupado por um campo de caça murado de Mutavaquil e Samarra se tornou uma das maiores e mais magníficas cidades do mundo antigo (as ruínas do local, de grande extensão, nos dão uma pista da grandiosidade das obras). 
Os planos do califa se estenderam em 860 para uma nova cidade, Aljafaria (al-Jaʻfariyya), que Mutavaquil construiu no Tigre, a dezoito quilômetros de Samarra. Para levar água para a nova construção, o califa ordenou que um canal fosse construído ligando a cidade ao Tigre. Os responsáveis (os irmãos Banu Muça||Banū Mūsā}} delegaram a tarefa para Alfargani, o grande astrônomo e escritor, que, não sendo especialista no assunto, errou nos cálculos e o canal só era útil quando o Tigre estava completamente na cheia. Quando a notícia chegou ao califa, ele ordenou que todos os envolvidos fossem decapitados, o que só não aconteceu por que Sinde ibne Ali, o engenheiro que havia sido preterido pelos irmãos responsáveis, endossou os cálculos refeitos de Alfargani, arriscando assim a sua própria vida. Mutavaquil foi assassinado logo em seguida, antes que o erro se tornasse público.

### Política religiosa
Mutavaquil também gostava de se envolver em debates religiosos, algo que é evidente por suas ações contra diferentes minorias no califado. Seu pai havia tolerado os xiitas, que ensinavam e pregavam em Medina, e, no primeiros anos de seu reinado, o califa não alterou essa política. A crescente reputação do imame Ali Alhadi fez com que o governador de Medina, Abedalá ibne Maomé, escrevesse ao califa sugerindo que um golpe de estado estava sendo armado. Mutavaquil então convidou o imame para uma visita em Samarra, um convite que não se poderia recusar. Chegando à capital, o imam foi virtualmente colocado em prisão domiciliar e passou a ser espionado, sem que, contudo, nada fosse encontrado contra ele. Após a morte de Mutavaquil, seu sucessor mandou envenenar o imame, que está sepultado em Samarra. Os xiitas de maneira geral enfrentaram também repressão oficial, como por exemplo a destruição do santuário de Huceine ibne Ali, um ato que visava interromper a peregrinação ao local e a prisão e açoitamento do álida Iáia ibne Omar.
Também durante o seu reinado, Mutavaquil conheceu o famoso teólogo bizantino Cirilo, o Filósofo, que foi enviado à corte do califa em missão oficial pelo imperador bizantino Miguel III, o Ébrio.

## Sucessão
De seus filhos, Almontacir o sucedeu e reinou até ser morto em 862, Almutaz reinou de 866 até também ser morto em 869, Almuaiade foi morto por Almutaz em 866, Almutâmide reinou como califa entre 870 e 892 e, finalmente, Almuafaque foi um eficiente vizir até a sua morte em 891. O filho de Almuafaque, Almutadide, sucedeu Almutâmide em 892.